# ارو (بلژیک)
شهر ارو (به فرانسوی: Herve) در شهرستان ورویه در استان لیئژ در منطقه فدرال والوون در کشور بلژیک واقع شده‌است.

## نگارخانه

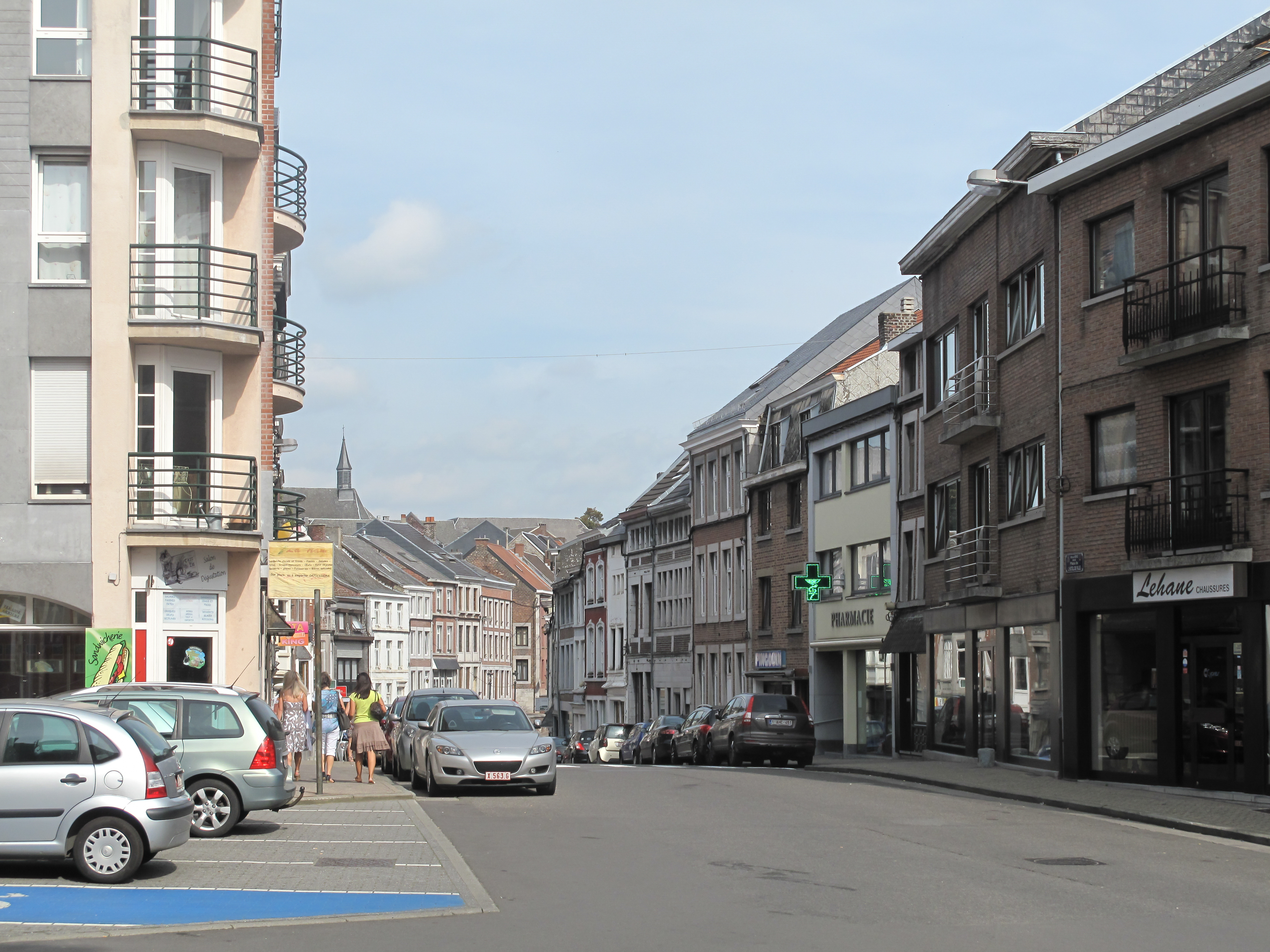
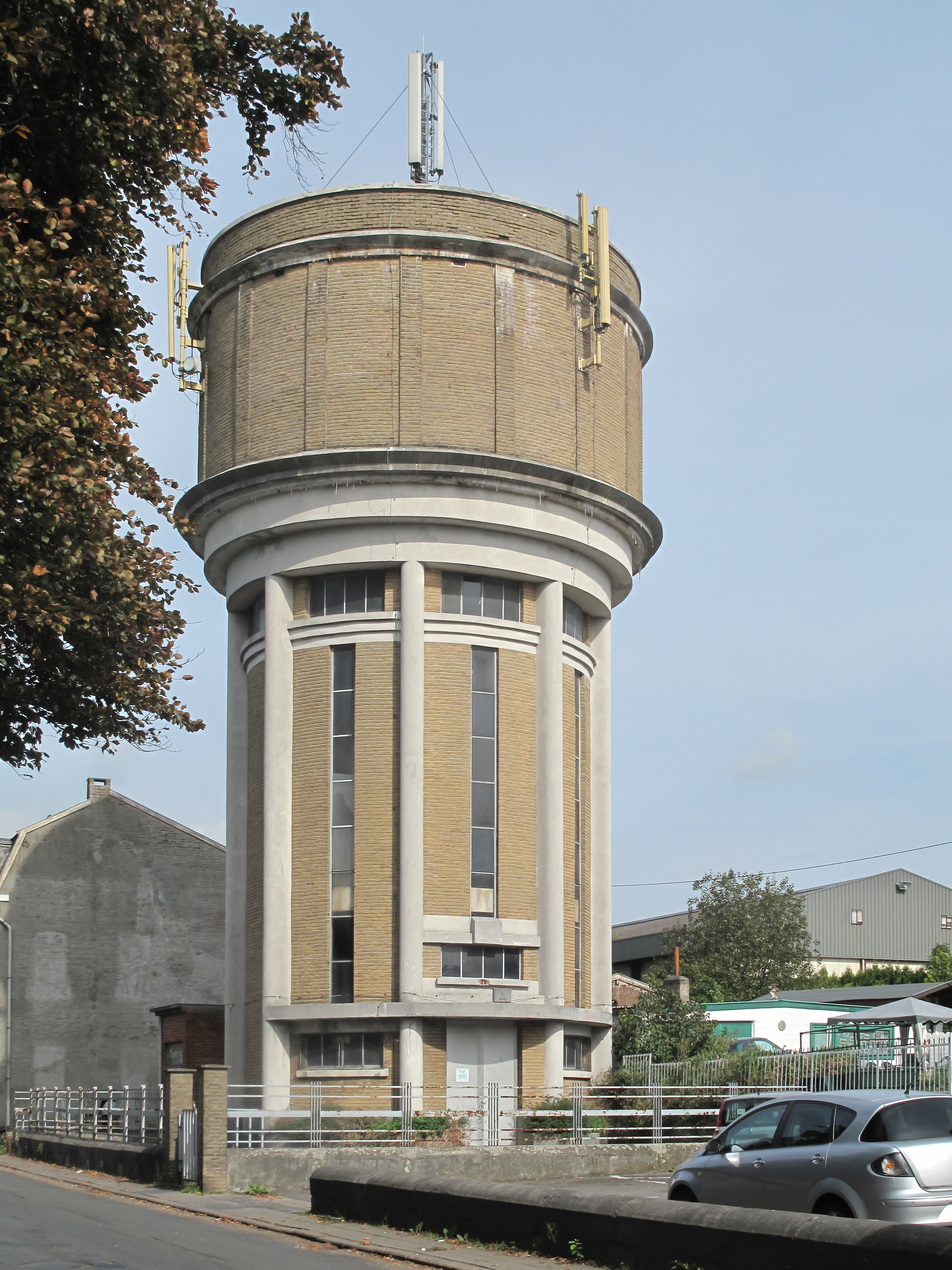
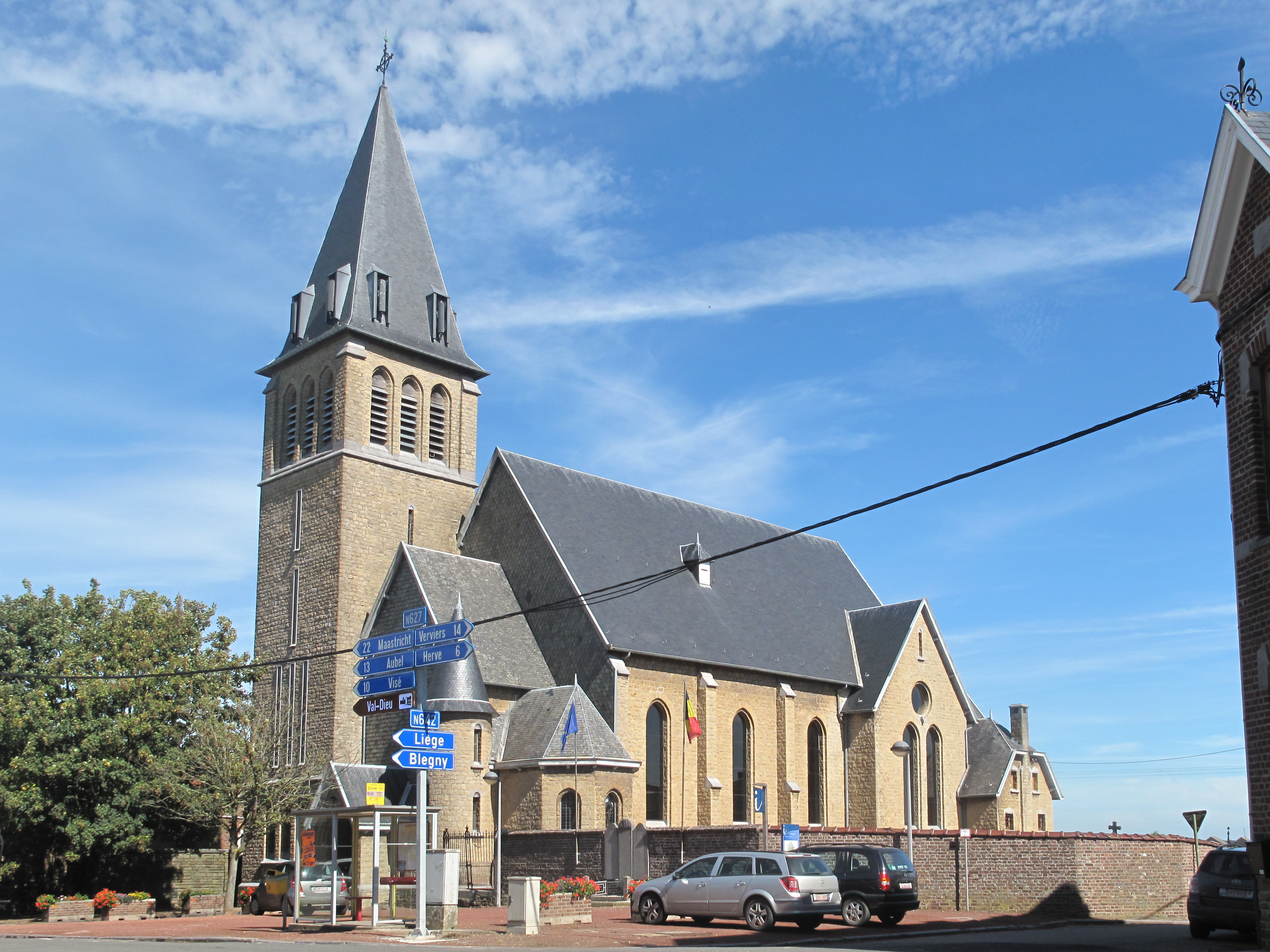
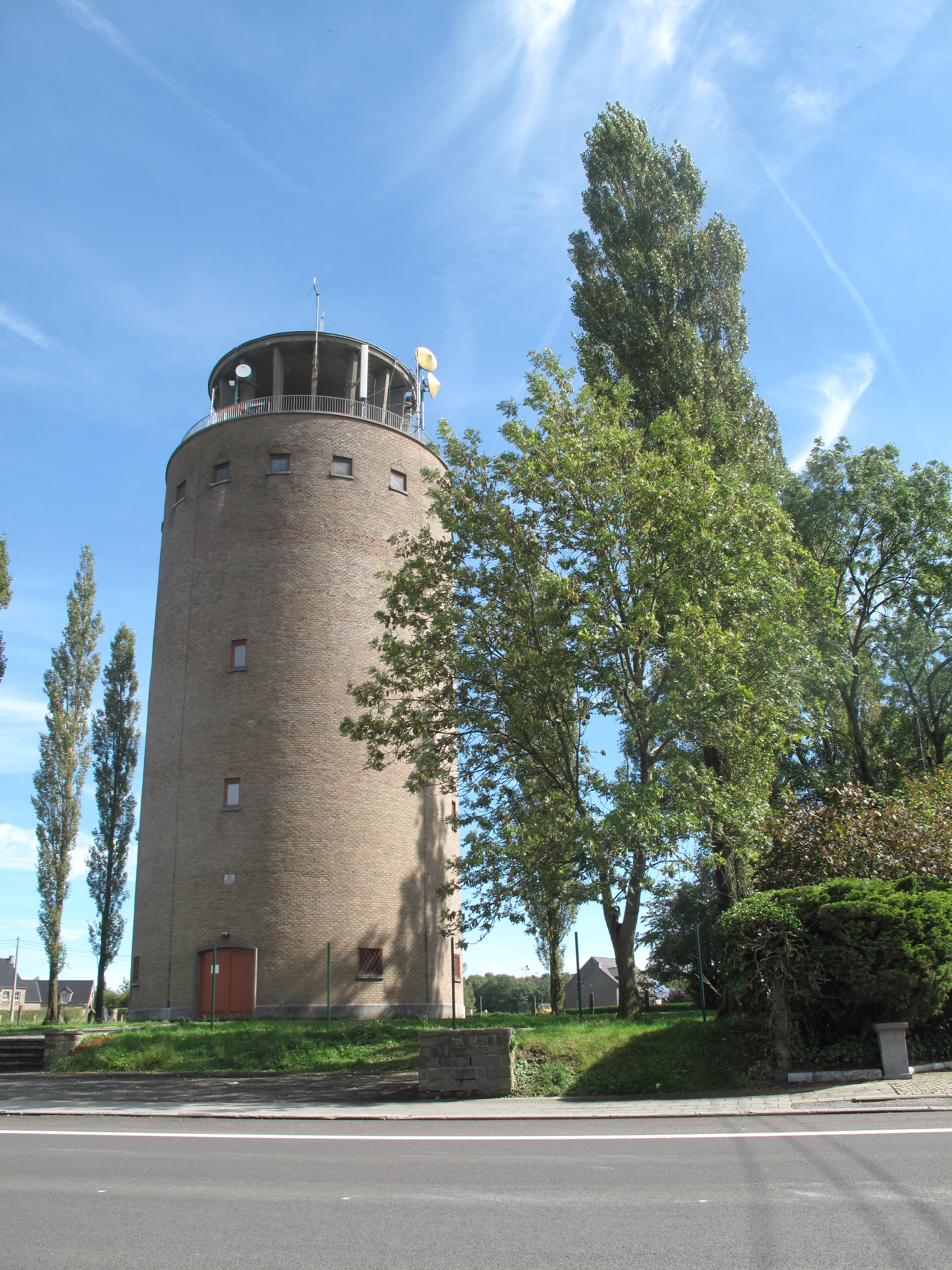